# 東武キハ2000形気動車
東武キハ2000形気動車（とうぶキハ2000がたきどうしゃ）は、1954年（昭和29年）に登場した東武鉄道の液体式気動車。熊谷線の専用車で、東武鉄道で唯一の自社発注の気動車である。

## 概要
熊谷線は、戦時中に航空機産業の中心地である太田地区と熊谷市を直結するために建設された路線であるが、1943年に熊谷 - 妻沼間が開業したのみで以北の延伸はされず、閑散化した盲腸線となっていた。
1950年代初頭の時点では、新高徳 - 矢板間の矢板線とともに、非電化のため蒸気機関車牽引列車で営業している状態で、東武各線の中でも最も遅れた状態にあった。ただし、矢板線は1959年の廃線まで近代化されず蒸気機関車牽引のままであった。
このような熊谷線の経営合理化のために、列車の気動車化が行われることになった。
東武鉄道は北関東各地の非電化中小私鉄を多く合併した経歴から、それらの私鉄が保有したガソリンカーを1940年代から引き継ぎ、また他社からの中古車両譲渡も受けていた。
しかし、それらのガソリンカーは1930年前後に製造された古典車ばかりで、4輪単車の木造車体さえ存在する前時代的な陣容であった。しかも極めて性能が悪い上老朽化が激しく、また非電化路線についても電化が進展したことから、1950年代初頭までに廃車され、あるいは地方私鉄に売却されていた。
このため、熊谷線専用車として、当時最新式の液体式気動車が導入された。これがキハ2000形である。東急車輛製造でキハ2001 - キハ2003の3両が新製された。

## 車体
全長16.5m、片側2扉の小型気動車で、定員109人（うち座席62人）。当時流行した正面2枚窓の湘南スタイルを採用し、側面窓にはこれも当時の流行であった上段Hゴム固定の「バス窓」を用いた。車体は軽量化のため台枠、軒桁、柱、帯、垂木に高張力鋼を使用し、断面も同時期に製造されていた電車に比較すると小さい。
車内の座席はセミクロスシートである。ただし、クロスシート部の背もたれ高さはロングシート部のそれ並みの高さである。運転台は開放的な半室構造で、乗務員扉は設けられておらず、正面に向かって左側はロングシートが先頭まで伸びていた。

## 主要機器
ディーゼルエンジンは日本国有鉄道（国鉄）の中型気動車向け標準型であるDMF13 (120PS/1,500rpm) 1基を搭載、これにやはり国鉄標準のDF115形液体変速機を組み合わせた。22tの車重に比して強力とは言えなかったが、平坦な熊谷線での運用に支障はなかった。液体変速機は1953年に国鉄が開発したばかりの最新機構だったが、この採用で、連結運転時に複数車両を先頭車から一括して制御できるシステムである総括制御が最初から実現され、合理化に寄与している。
台車は戦前の気動車の流れを汲む、軽量な「菱枠形台車」TS-102を装備している。平鋼をリベット組立して構築されたペデスタル支持軸ばね台車の一種で、国鉄がより近代化された鋼板プレス部材の溶接組立台車を採用していた時期であったが、コストダウンを優先したものと見られる。ただしホイールベースの短さが災いし、乗り心地はさほど良くない。気動車用菱枠形台車は、私鉄車両向けには1950年代後半まで新製されていた。

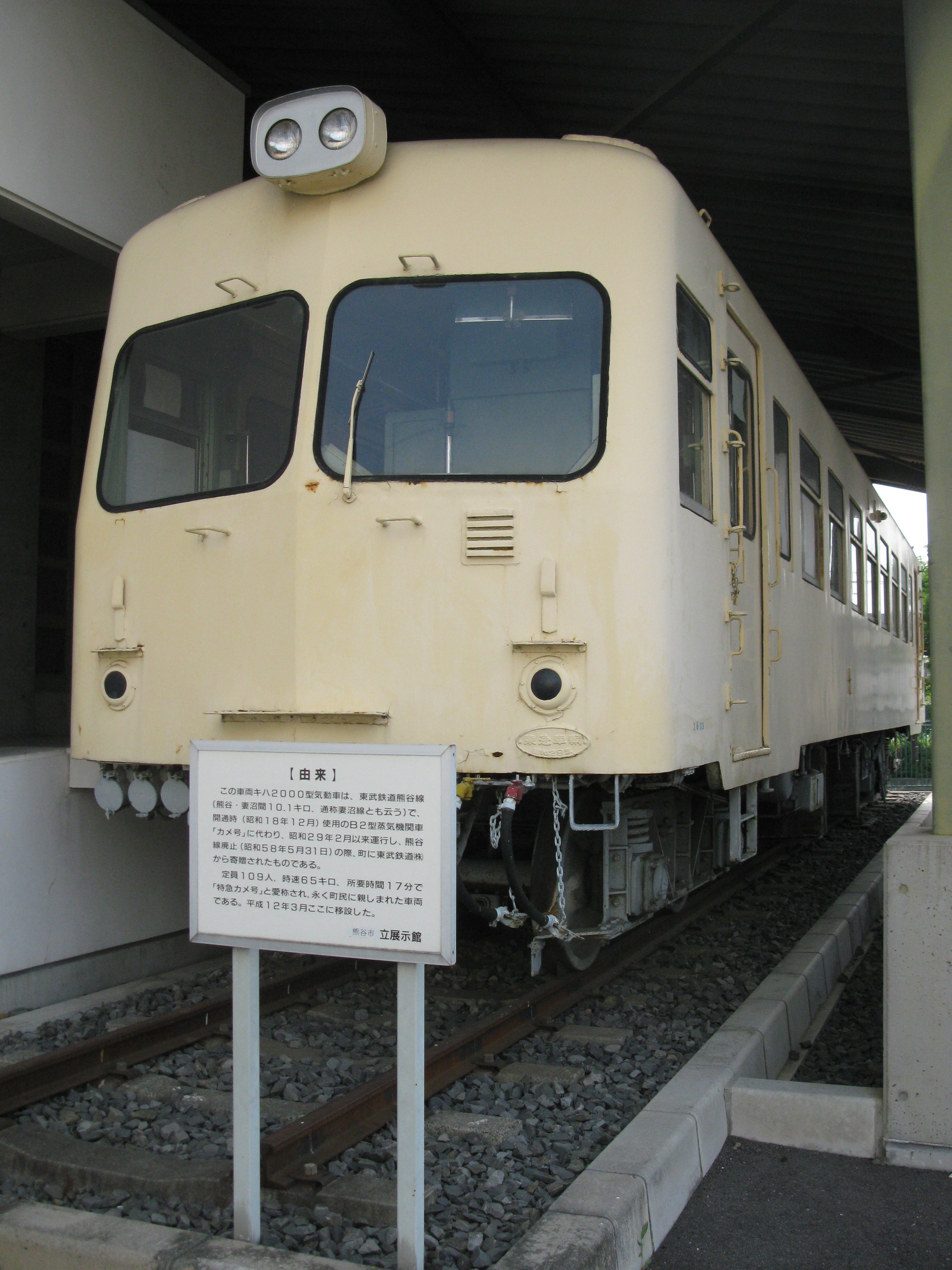
車両の前に由来の説明看板が設置されている
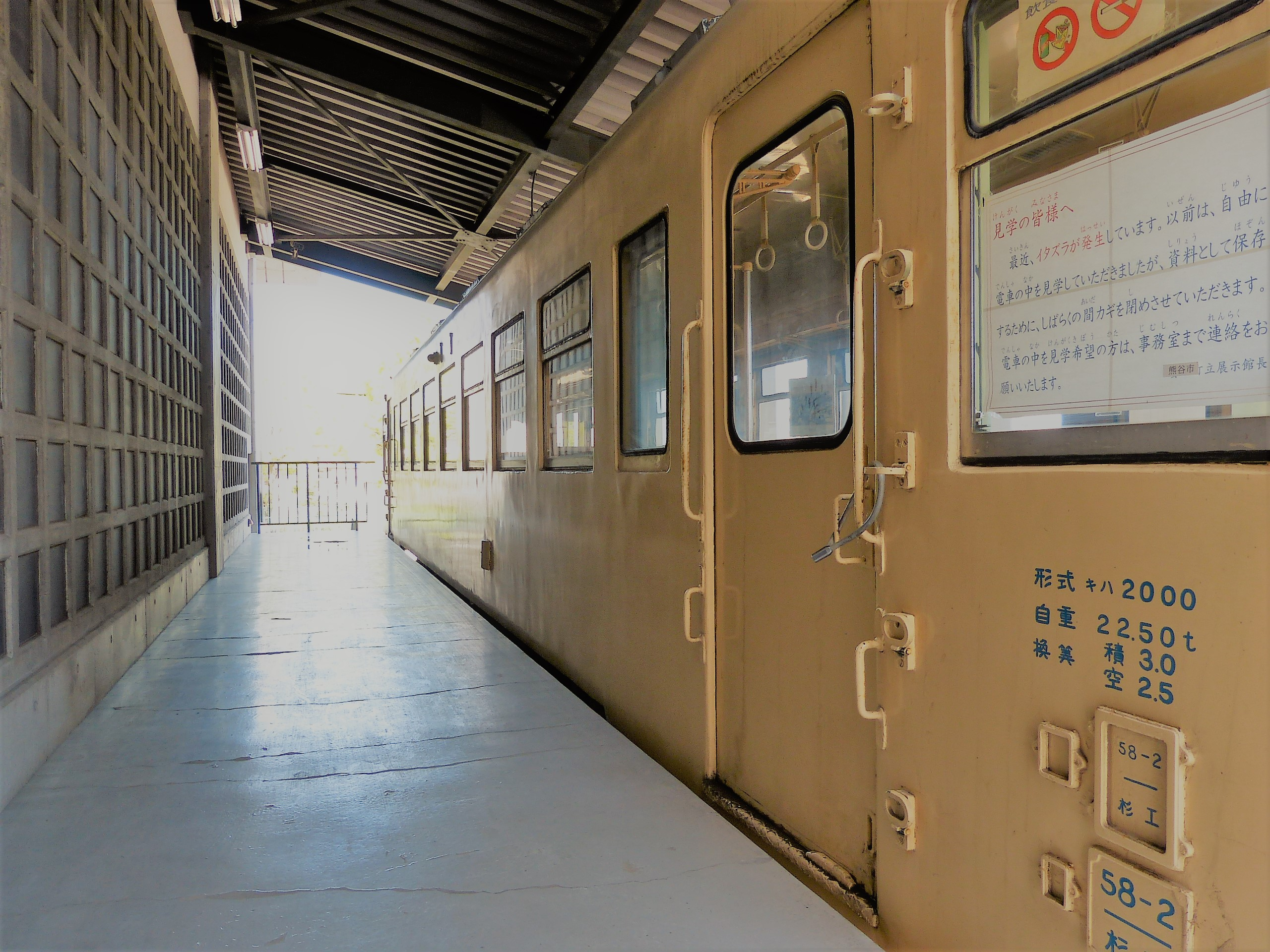
車体の側面
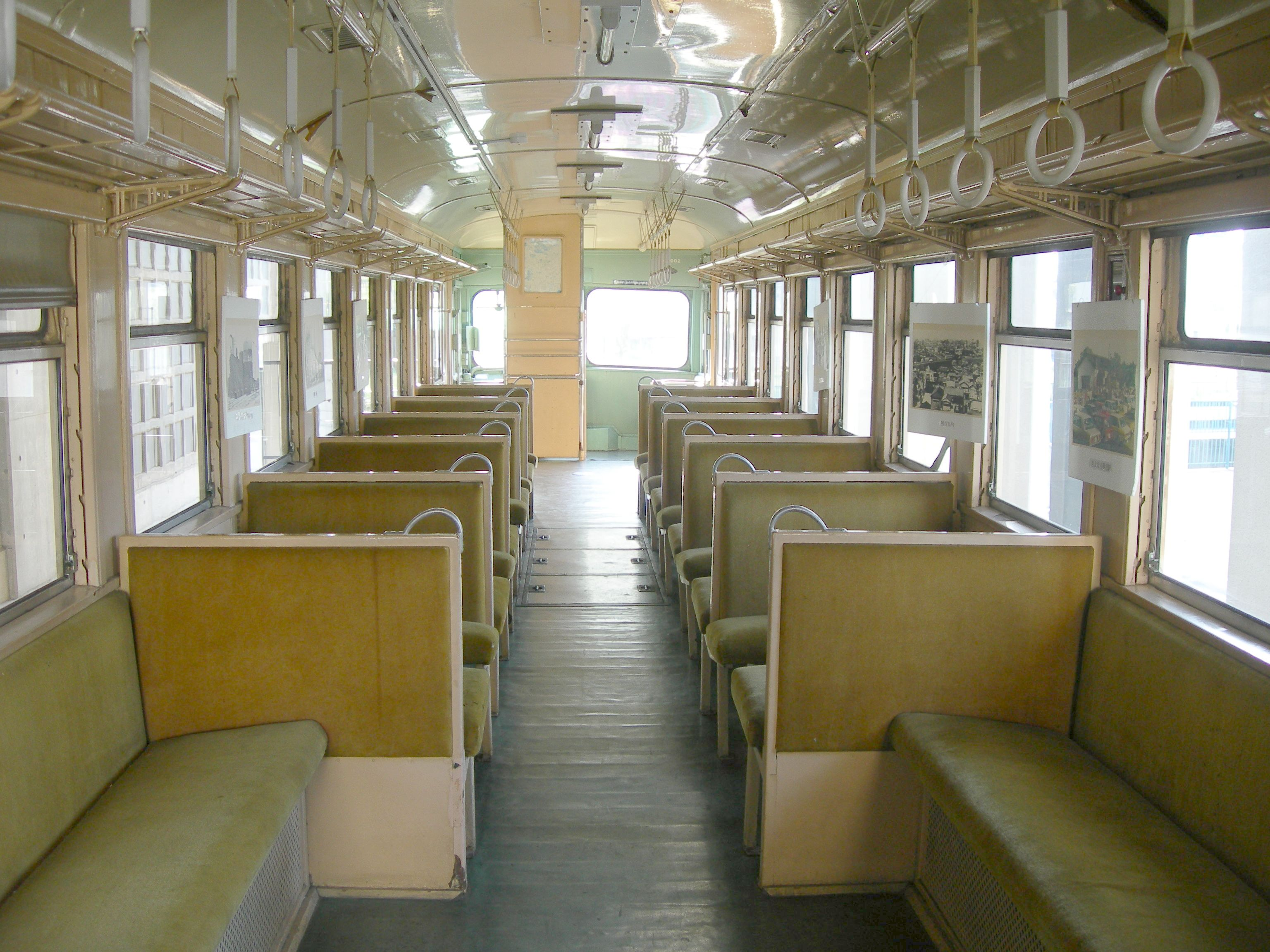
車内
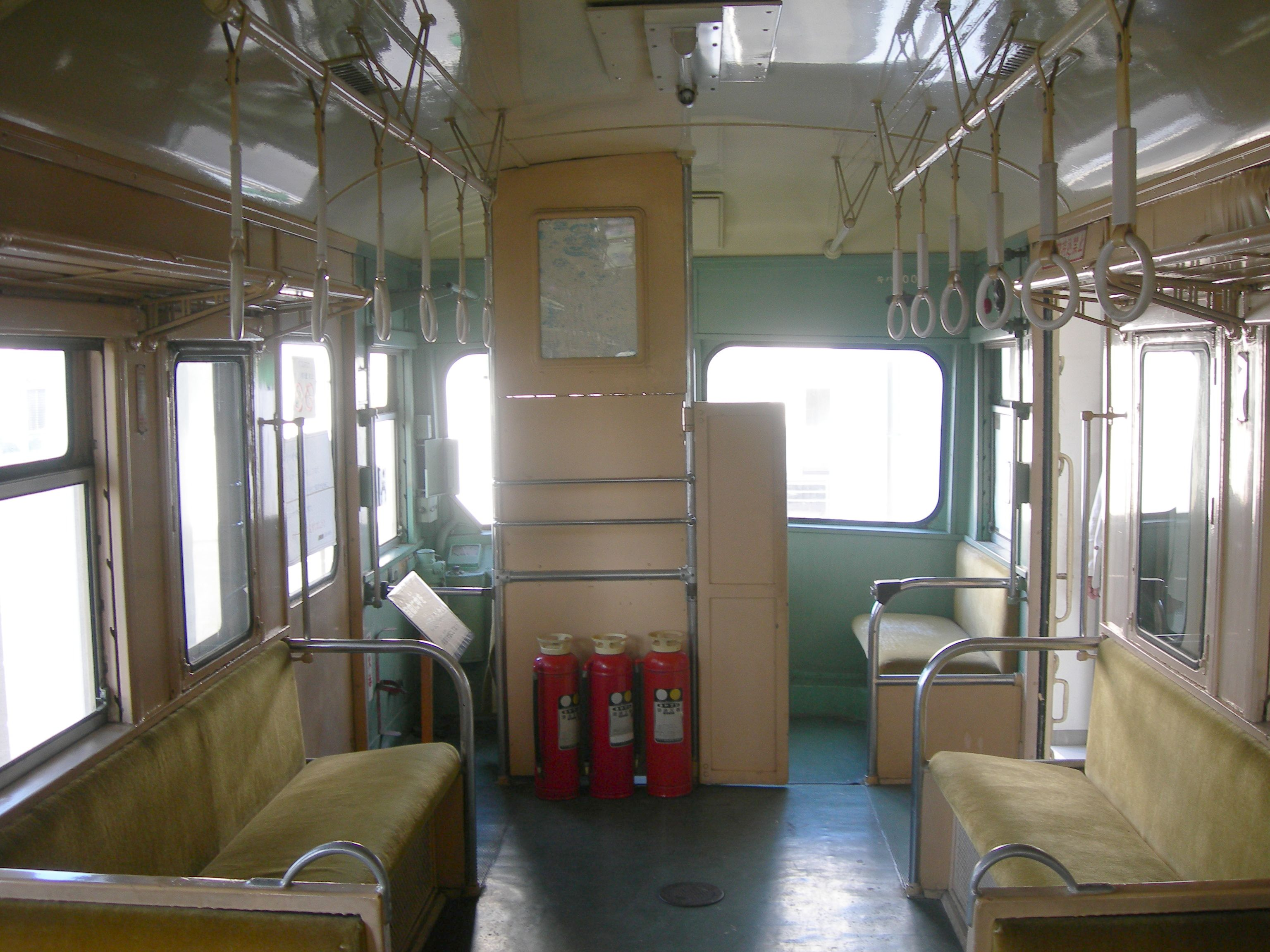
運転台付近

## 導入後の変遷
1954年以降熊谷線のみで使用され、他線で使用されることもなく、また当初の3両以降の増備も行われなかった。
閑散時は単行、ラッシュ時は2両編成を組んで1両予備という最低限の陣容は、廃線までの30年近く全く変わることがなく、熊谷線の閑散ぶりが窺える。この間、前照灯は通常の1灯式から、同時期の東武の電気機関車類似の2灯並列に改造され、また窓枠のアルミサッシ化、客室照明の蛍光灯化も施されている。
車体塗装は落成時点では下半分がライトブルーで上半分がベージュのツートン（コバルトブルーとクリームともいわれる。本線快速列車の塗色と同じ）であったが、後にロイヤルベージュとインターナショナルオレンジのツートーン（2000系電車に始まる一般用電車標準色）に変更され、さらに1970年代中期には、東武電車の塗装変更に伴いそれらと合わせたセイジクリーム1色塗りとなった。ただしこの最後の塗装は、油煙がこびりつきやすい気動車には不向きな色であった。
蒸気機関車牽引列車が運行されていた当時、熊谷 - 妻沼間10.1kmを24分で運行していたため、その鈍足ぶりから沿線乗客には揶揄混じりの「カメ」と呼ばれていた。しかし、本形式は17分で走破し、またずんぐりむっくりな車両でもあったので「特急カメ号」という呼び名で親しまれた。しかしその後「特急」の部分が取れてしまい、また「カメ号」に戻った。他の愛称としては「プッチ」と呼ばれてもいた。
車両の全般検査（以下:全検）のため杉戸工場へ入出場際、妻沼－熊谷間では自走。熊谷からは機関車による牽引で秩父鉄道。羽生より東武伊勢崎線経由で杉戸工場まで回送されていた。
そして1983年（昭和58年）の熊谷線廃止とともに廃車された。キハ2001は東武動物公園駅構内に留置され、1989年開館の東武博物館に展示される予定があったが頓挫し、杉戸工場で解体された。キハ2002は妻沼町に寄贈され、熊谷線妻沼駅跡の側にある熊谷市立妻沼展示館で保存されている。キハ2003は個人に売却され東船橋駅近くで学習塾として使用されたが、老朽化により解体され現存しない。
全部で3両しか在籍せず、最大でも2両編成でしか運用されなかったキハ2000形だが、廃止直前に運転士達により妻沼駅構内で最初で最後の3両編成を組成して走行した。ただし、構内を出て本線を走行したりはしていない。

## 他社の同型車
同型車種に、2007年に廃止された鹿島鉄道にキハ430形（元加越能鉄道キハ120形、1973年譲渡）が在籍していた。加越能鉄道の車庫火災に伴う車両補充のため、1957年に東急車輛で東武車に準じた設計で2両が製造されたもので、路線廃止の日まで運用された。ただし、座席は東武車とは異なりオールロングシートであり、窓周りの構造にも若干の相違がある。